# Women Artists in Revolution
Women Artists in Revolution (WAR) était un collectif de femmes artistes et militantes américaines fondé en 1969 à New York, essentiellement actif jusqu'en 1971. Il fait partie des multiples collectifs d'artistes militants New-Yorkais, nombreux et actifs dans une période marquée par les victoires du mouvement des droits civiques, le militantisme féministe, les contestations de la gauche américaine et le contexte de la guerre du Vietnam.
Le groupe s'est constitué comme une branche strictement féministe et féminine du collectif d'activistes Art Workers' Coalition (AWC), dominé par des hommes. Art Workers' Coalition, fondé peu avant à New York en 1969, milite alors pour la gratuité des musées, leur contrôle par la population face au patronat, la représentation des artistes noirs et portoricains dans les collections, contre la guerre du Vietnam et pour l'écologie, pour la bonne rémunération des artistes et le respect de leur œuvre par les musées. A la suite de l'exposition annuelle du Whitney Museum of American Art en 1969 (transformé par la suite en Whitney Biennial), WAR est créé, soulignant que l'exposition annuelle du musée ne comprenait alors que huit femmes sur les 143 artistes exposés.
Les stratégies du groupe, féministes et syndicales, se déploient à travers des manifestations, le collage, l'édition de tracts et des publications, des lettres ouvertes, des interventions dans les musées de New York, la fondation de lieux d'art féministe et les alliances avec des groupes syndicaux et de minorités raciales. On y trouve des artistes plasticiennes, mais aussi des critiques d'art, des réalisatrices, des écrivaines et plus généralement des travailleuses du monde de l'art et de la culture.
En 1970, les membres de WAR ont envoyé des lettres ouvertes au Whitney Museum, ainsi qu'au Museum of Modern Art (MOMA), exigeant que les deux musées modifient leurs politiques pour inclure davantage les femmes artistes. La même année se forme le Ad Hoc Committee of Women Artists, composé de l'Art Workers Coalition (AWC), Women Artists in Revolution (WAR) et Women Students and Artists for Black Art Liberation (WSABAL), qui va se concentrer également sur la discrimination faite aux femmes dans les expositions annuelles du Whitney Museum. Ce militantisme conduit à une augmentation du nombre de femmes artistes à l'exposition annuelle du Whitney Museum de 1970, qui passe d'une moyenne de 5 à 10 % de femmes avant 1969 à 22 % en 1970,.
En 1971, certaines membres de WAR, associées au groupe Feminists in the Arts, créent le Women's Interart Center, un des premiers espace féministe artistique alternatif de New York, où elles mettent en place un atelier de graphisme et de sérigraphie sous la direction de l'artiste Jacqueline Skiles.
En 1972, WAR abandonna son activisme visant à transformer les politiques des musées en matière de représentation des femmes et se concentra davantage sur la sensibilisation aux luttes des femmes artistes. En 1973, deux anciennes membres de WAR, Mary Ann Gillies et Joan Glueckman, cofondent la galerie SOHO 20, gérée par des femmes artistes, pour les femmes artistes.

## Membres notables
- Muriel Castanis
- Silvianna Goldsmith
- Juliette Gordon
- Doloris Holmes
- Poppy Johnson
- Jan McDevitt
- Faith Ringgold
- Sara Saporta
- Jacqueline Skiles
- Nancy Spero
- Joan Thorne